# Andreas Dengel

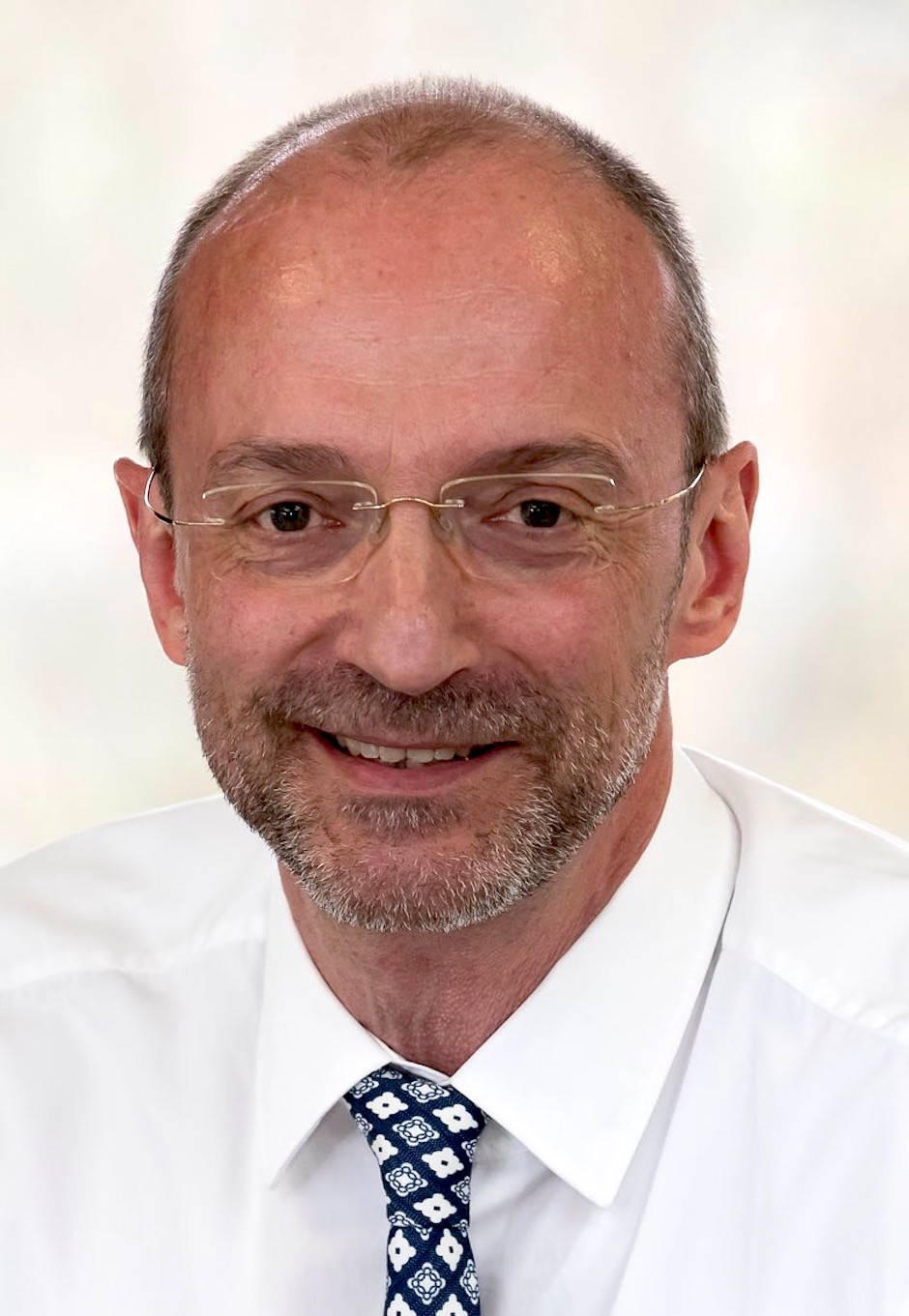
Andreas Dengel, 2020

Andreas Dengel (* 1961) ist ein deutscher Informatiker und Hochschullehrer sowie Geschäftsführender Direktor des 1988 gegründeten Deutschen Forschungszentrum für Künstliche Intelligenz (DFKI) in Kaiserslautern.

## Leben
Andreas Dengel studierte bis 1986 an der Universität Kaiserslautern Informatik mit Nebenfach Wirtschaftswissenschaften. Im Anschluss daran wurde er 1989 an der Universität Stuttgart im Fach Informatik zum Dr. rer. nat. promoviert.
Nach Tätigkeiten bei IBM, Siemens und einem Forschungsaufenthalt bei Xerox PARC in Palo Alto übernahm er 1993 als Wissenschaftlicher Direktor die Leitung eines Forschungsbereichs am DFKI, der heute die Bezeichnung „Smarte Daten und Wissensdienste“ trägt. Gleichzeitig erhielt Andreas Dengel einen Ruf auf eine C3-Professur in Verbindung mit dem Lehrstuhl für Wissensbasierte Systeme am Fachbereich Informatik der Technischen Universität Kaiserslautern, die nach Ablehnung externer Angebote 1997 auf eine C4-Stelle und 2013 auf eine W3-Stelle aufgewertet wurde. Seit 2009 ist er außerdem lehr- und prüfberechtigt an der Osaka Prefecture University und hat eine Professur (kyakuin) am Fachbereich für Informatik und Intelligente Systeme.
Andreas Dengel hat zahlreiche internationale Konferenzen geleitet, ist im Editorial Board internationaler Zeitschriften und Buchreihen. Er hat 14 Bücher geschrieben oder herausgegeben und ist Autor von mehr als 500 wissenschaftlichen Publikationen, von denen viele mit dem Best-Paper Award ausgezeichnet wurden. Er betreute bisher mehr als 450 Doktor-, Master- und Bachelorarbeiten.
Darüber hinaus ist er Gründer, Initiator und Mentor vieler erfolgreicher Start-up-Unternehmen, von denen drei mit dem "Pioneer Spirit Award", den ersten Preis beim „1,2,3 GO“ Gründerwettbewerb sowie dem "Cebit Innovation Award" ausgezeichnet wurden. Für seine Beiträge wurde er 2015 mit dem Preis "Gründungsförderer des Jahres" geehrt.
Andreas Dengel ist Fellow der International Association for Pattern Recognition (IAPR) und Vorsitzender der Flexible Factory Partner Alliance (FFPA) und Mitglied der  Deutsche Akademie der Technikwissenschaften (acatech). Er berät akademische Einrichtungen, Forschungsprogramme sowie Ministerien im In- und Ausland. 

## Auszeichnungen und Ehrungen
Für seine wissenschaftlichen Leistungen erhielt er unter anderem den Alcatel/SEL Award on Technical Communication und wurde im März 2018 zum "Distinguished Honorary Professor" (tokubetu eiyo kyoju) an der Osaka Prefecture University ernannt, eine Auszeichnung, die nur fünf Forscher innerhalb von 135 Jahren erhielten. Seine Forschungsschwerpunkte liegen in den Bereichen Maschinelles Lernen, Mustererkennung, Quantified Learning, Data Mining, Semantische Technologien und Dokumentanalyse.
Für seine Forschungsarbeiten im Bereich der Dokumentanalyse wurde Andreas Dengel 2019 von einer Jury im Auftrag des Bundesministeriums für Bildung und Forschung (BMBF) als einer der einflussreichsten Wissenschaftler in 50 Jahren KI-Geschichte in Deutschland. gewählt. Im gleichen Jahr erhielt er auch den Outstanding Achievement Award der Int’l Conference on Document Analysis and Recognition (ICDAR) in Sydney, Australien.
Im Jahr 2021 wurde Dengel im Namen Seiner Majestät Kaiser Naruhito einer der hochrangigen japanischen Orden der Aufgehenden Sonne, der „Orden der aufgehenden Sonne am Halsband, goldene Strahlen“, verliehen. Mit der ältesten Auszeichnung Japans würdigt das Land Dengels herausragende Verdienste um den akademischen Austausch zwischen Japan und Deutschland auf dem Gebiet der Künstlichen Intelligenz sowie seinen Beitrag zur Förderung des Verständnisses beider Länder.
Seit 2022 ist er Träger des Verdienstorden des Landes Rheinland-Pfalz.